# 埃德温·萨瑟恩
埃德温·麦勒·萨瑟恩爵士 （Sir Edwin Southern，1938年6月7日—）是英国分子生物学家，英国皇家学会院士，爱丁堡皇家学会会员，拉斯克奖获得者，牛津大学生物化学名誉教授，牛津大学三一学院研究员。 他最广为人知的发明是于1975年发表的Southern印迹法，如今这是一项十分常用的实验室技术。

## 早年生活和教育
萨瑟恩出生于英国兰开夏郡的伯恩利，早年在伯恩利文法学校接受教育。 他后来在曼彻斯特大学攻读化学，于1958年获得理学学士学位。之后，他在格拉斯哥大学化学系攻读研究生，并于1962年获得博士学位。

## 职业生涯与研究
萨瑟恩是牛津基因技术公司（Oxford Gene Technology）的创始人和主席。 他还是苏格兰慈善机构，柯克豪斯信托基金会（The Kirkhouse Trust）的创始人和主席，其旨在促进自然科学，特别是生物和医学科学的教育和研究，而Edina信托基金会则是为了在学校推广科学而成立的。 这些慈善机构的资金来自微阵列技术的版税收入。

### Southern印迹法
Southern印迹法是一种脱氧核糖核酸分析技术，通常用于遗传指纹分析，在微卫星标记（microsatellite marker）技术开发之前也用于亲子鉴定。该技术也经常用于确定基因组中一个基因的拷贝数。 Southern印迹的概念被用于开发和创建现代微阵列芯片，是一种广泛使用的实验工具。而Northern印迹法、Western印迹法和Eastern印迹法，分别是用于核糖核酸分析、蛋白质分析和蛋白质翻译后修饰的相关技术，均是源于Southern名称的双关语。

### DNA微阵列
1995年，萨瑟恩创立了牛津基因技术公司（OGT），这是一家开发DNA微阵列技术的公司。1999年，由于其拥有拥有微阵列技术的专利，OGT赢得了对Affymetrix的专利侵权诉讼。

### 奖项及荣誉
1990年，萨瑟恩是美国盖尔德纳国际奖的获得者之一。 1998年，他被授予伦敦皇家学会皇家奖章。 2003年6月，他因为对DNA微阵列技术发展的贡献而获得下级勋位爵士。2005年，他与莱斯特大学的亚历克·杰弗里斯因发明了 Southern印迹法共同获得了著名的拉斯克临床医学研究奖。 2012年，他被选为美国爱丁堡皇家学会荣誉会员。